# Matchbox Twenty
Matchbox Twenty (транскр.  Мечбокс твенти) америчка је рок група из Орланда основана 1995. године. Чланови групе су Роб Томас, Брајан Јејл, Пол Дусет и Кајл Кук. Група је стекла светску славу својим деби албумом Yourself or Someone Like You из 1996. године који је добио више платинастих сертификата у САД, Новом Зеланду, Аустралији и Канади. И каснији албуми нису прошли незапажено, па су и они имали доста успеха на топ-листама широм света.
Више пута су били номиновани за награду Греми и МТВ видео музичку награду.

## Чланови групе
Тренутни чланови
- Роб Томас — главни вокал, гитара, клавијатура, клавир (1995—данас)
- Брајан Јејл — бас-гитара, пратећи вокали (1995—данас)
- Пол Дусет – бубњеви, перкусије, пратећи вокали (1995—данас); акустична и електрична гитара, клавијатура (2004—данас)
- Кајл Кук — соло гитара, вокали, мандолина, банџо (1995—2016, 2017—данас)

Бивши чланови
- Адам Гејнор — ритам и соло гитара, пратећи вокали (1995—2005)

## Дискографија
Студијски албуми
- Yourself or Someone Like You (1996)
- Mad Season (2000)
- More Than You Think You Are (2002)
- North (2012)